# Localization Industry Standards Association
Localization Industry Standards Association (LISA) — колишня міжнародна некомерційна організація зі штаб-квартирою у Швейцарії, яка опікувалася питаннями виконання перекладу на велику кількість природних мов за допомогою комп'ютерного програмного забезпечення. Проіснувала з 1990 року до лютого 2011 року. Серед її членів була більшість великих ІТ-компаній того часу, зокрема Adobe, Cisco, Hewlett-Packard, IBM, McAfee (нині Intel Security), Nokia, Novell та Xerox.
LISA була заснована в 1990 р. з метою надання допомоги компаніям і окремим особам в обміні досвідом і створенні спільноти осіб, які беруть участь у процесах, необхідних для адаптації продуктів під місцеві ринки. LISA відігравала велику роль як представник своїх партнерів перед Міжнародною організацією зі стандартизації (ISO). Розроблений у LISA стандарт TermBase eXchange (TBX), поданий в ISO у 2007 р., перетворився на стандарт ISO 30042:2008. Крім того, LISA мала представників у Консорціумі Всесвітньої павутини (W3C).
Стандарти LISA використовуються в платформі OAXAL консорціуму OASIS.
28 лютого 2011 року асоціація LISA була проголошена неплатоспроможною і припинила своє існування. Невдовзі після цього припинив працювати її вебсайт. За підсумками позачергового засідання Генеральної Асамблеї й проведеного голосування, 21 квітня 2011 року асоціація LISA була розпущена, а її стандарти розміщені в загальному доступі. Ліквідатор активів асоціації — компанія Société Fiduciaire Zemp & Associés, Sàrl (Женева).
Із закриттям асоціації LISA Європейський інститут телекомунікаційних стандартів (ETSI) заснував Спеціалізовану промислову групу (ISG) з локалізації. У відомі ISG перебувають такі стандарти:
- TermBase eXchange (TBX) / ISO 30042:2008[9]
- Translation Memory eXchange (TMX), разом із GALA Global[10]
- Segmentation Rules eXchange (SRX) / ISO/CD 24621[11]))
- Global information management Metrics eXchange — Volume (GMX-V);
- XML Text Memory (xml: tm), разом із XTM International[12].

Ще однією організацією, створеною у відповідь на закриття асоціації LISA, є TerminOrgs (Terminology for Large Organizations) — консорціум фахівців-термінологів, які сприяють поширенню найкращих методів керування термінологією.